# Wielkie Morze Piasku

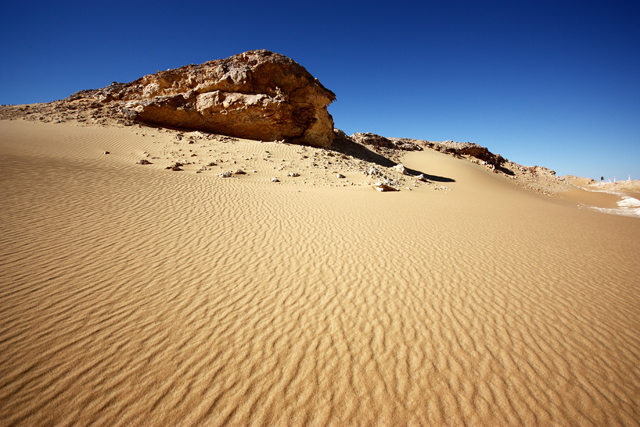
Wydmy Wielkiego Morza Piasku

Wielkie Morze Piasku (arab. بحر الرمال الأعظم = Bahr ar-Rimal al-Azim) – pustynia w Afryce Północnej, na terytorium Egiptu i Libii, obejmująca 25% Pustyni Libijskiej. Od północy ograniczona oazą Siwa, od południa masywem Dżilf al-Kabir. Jest to pustynia piaszczysta, obfitująca w wydmy.
O istnieniu Wielkiego Morza Piasku wiedziano już w starożytności, jednak pierwszym europejskim badaczem, który przebył i opisał pustynię był dopiero Gerhard Rohlfs w 1874 roku. Jego ekspedycja w karawanie wielbłądów pokonała trasę ponad 600 km w 36 dni, szlakiem od oazy Ad-Dachila początkowo w kierunku zachodnim, następnie północno-zachodnim w kierunku oazy Siwa. 
Kolejnymi badaczami Wielkiego Morza Piasku byli podpułkownik de Lancey Forth (ekspedycje 1921-1924) oraz Egipcjanin Ahmed Hassanein (w trakcie wyprawy z As-Sallum nad Morzem Śródziemnym do Al-Faszir w Sudanie w 1923 roku).